# Paul de Verbigier de Saint-Paul
Paul de Verbigier de Saint-Paul, né le 25 avril 1775 à Poudelay, Fabas en Ariège et mort le 2 novembre 1850 dans son château de Poudelay, dans cette localité, est un général et homme politique français de la Révolution et de l’Empire, également général de brigade du royaume d'Italie.

## Biographie

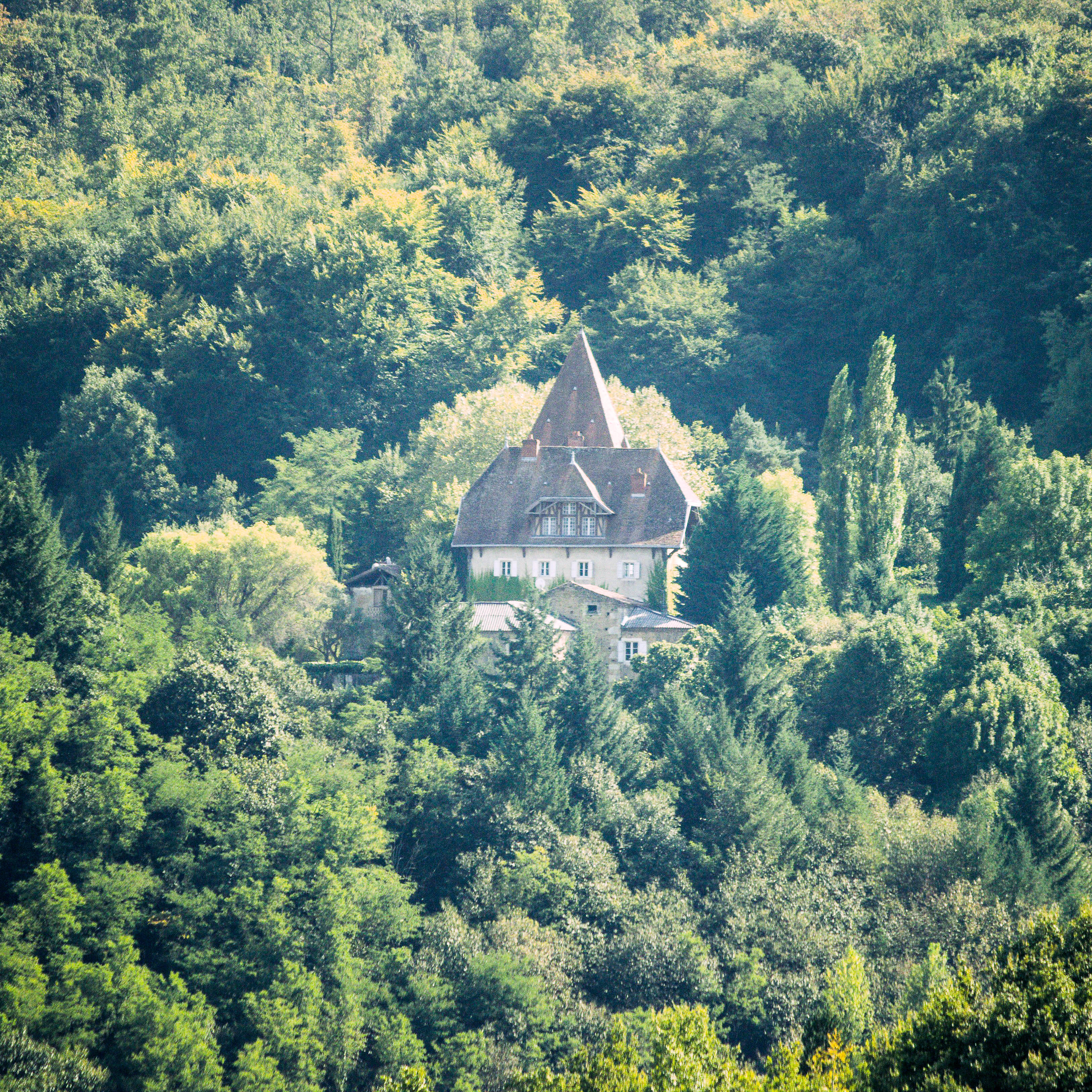
Le château de Poudelay à Fabas, fief des De Verbigier

Il est issu d'une famille noble de gentilshommes verriers du Sud-Ouest de la France et installée durablement à Fabas en Ariège.
Il s'engage le 27 janvier 1792 comme sergent dans le 3e bataillon de volontaires de l’Ariège. Le 22 juillet suivant, il est affecté à l’armée des Pyrénées orientales avec le grade de sous-lieutenant et est fait prisonnier à la bataille de Peyrestortes le 17 septembre 1793. Libéré le 24 octobre 1795, il est envoyé à la 3e demi-brigade provisoire de première formation avec laquelle il sert en 1796 et 1797 à l’armée d’Italie. Il participe à la bataille de Lodi le 10 mai 1796, et le 19 juin suivant, il passe dans la 57e demi-brigade d’infanterie de ligne de deuxième formation. Il est nommé lieutenant le 5 août 1796 et est présent lors de la bataille du pont d'Arcole du 15 au 17 novembre 1796.
Mis en congé de réforme le 4 mai 1798, il reçoit son brevet de capitaine adjudant-major dans l’armée de la République cisalpine le 16 décembre suivant. Le 26 août 1803, il devient aide de camp du général Severoli, en poste à l’armée d’Italie. En 1806, il passe à l’armée de Naples. Il est nommé chef de bataillon le 28 mai 1807 à la Grande Armée et chevalier de la Légion d’honneur le 30 mai 1809. Le 28 mai 1810, il est envoyé à l’armée d’Espagne avec la division italienne en tant qu’adjudant-commandant. En avril 1811, Saint-Paul occupe les fonctions de chef d’état-major de la division du général Luigi Gaspare Peyri à l’armée d’Aragon. Le 28 juin 1811, il est blessé d’une balle à la jambe gauche lors du siège de Tarragone et est promu général de brigade à titre italien le 6 août 1811. Il se fait remarquer lors du siège de Valence le 26 décembre 1811, et pour ce fait d'armes, il reçoit la croix de chevalier de l’ordre de la Couronne de fer.
Le 26 décembre 1812, il prend le commandement de la 2e brigade de la division du général Palombini à l’armée de Catalogne. Le 8 janvier 1813, il est affecté à l’armée du nord de l’Espagne, avant de regagner l’Italie avec sa brigade en décembre 1813. En janvier 1814, il commande la 1re brigade de la division du général Zucchi dans le corps d’armée italien du vice-roi Eugène de Beauharnais. Le 31 mai 1814, il démissionne du service italien et le 22 septembre 1814, il est réintégré dans le service français avec le grade de général de brigade sans affectation. Lors de la Première Restauration, Louis XVIII le fait chevalier de Saint-Louis en octobre 1814 et officier de la Légion d’honneur le 17 janvier 1815.
Il épouse en 1815 Charlotte de Foix-Fabas, qui lui donnera un fils, Gaston qui deviendra député et sénateur de l'Ariège.
Pendant les Cent-Jours, Saint-Paul prend le commandement de la place de Mont-Louis le 27 mai 1815, et il ne rend la place que le 26 juillet 1815. Il est admis à la retraite en 1825. Le 14 janvier 1831, il reprend du service comme commandant du département de l’Indre et est fait commandeur de la Légion d’honneur le 16 novembre 1832. Élu conseiller général du canton de Sainte-Croix-Volvestre en 1833, il devient également maire de Fabas. Il cesse néanmoins toutes fonctions électives en 1848.
Il meurt le 2 novembre 1850 à Fabas.